# Antropora compressa
Antropora compressa är en mossdjursart som först beskrevs av Osburn 1927.  Antropora compressa ingår i släktet Antropora och familjen Antroporidae. Inga underarter finns listade i Catalogue of Life.